# چهار اصل اساسی و هشت فضیلت
چهار اصل اساسی و هشت فضیلت مجموعه‌ای از اصول اخلاقی کنفوسیوس‌گرایی هستند. چهار اصل اصلی عبارتند از: تناسب (禮)، درستی اخلاقی (義)، صداقت (廉)، و شرمندگی (恥). هشت فضیلت عبارتند از وفاداری (忠)، تقوای فرزندی (孝)، خیرخواهی (仁)، عشق (愛)، صداقت (信) عدالت و درستی (義)، هماهنگی (和)، و صلح (平).